# Дубынское сельское поселение
Дубынское се́льское поселе́ние — муниципальное образование в Казанском районе Тюменской области Российской Федерации.
Административный центр — село Дубынка.

## История
Статус и границы сельского поселения установлены Законом Тюменской области от 5 ноября 2004 года № 263 «Об установлении границ муниципальных образований Тюменской области и наделении их статусом муниципального района, городского округа и сельского поселения».

## Население
| 2010  | 2011  | 2012  | 2013  | 2014  | 2015  | 2016  |
| ----- | ----- | ----- | ----- | ----- | ----- | ----- |
| 1869  | ↘1868 | ↘1814 | ↘1783 | ↘1740 | ↘1721 | ↘1670 |
| 2017  | 2018  | 2019  | 2020  | 2021  |       |       |
| ↘1630 | ↘1603 | ↘1557 | ↘1505 | ↗1598 |       |       |

## Состав сельского поселения
| № | Населённый пункт  | Тип населённого пункта       | Население |
| - | ----------------- | ---------------------------- | --------- |
| 1 | Грачи             | деревня                      | 601       |
| 2 | Дубынка           | село, административный центр | 566       |
| 3 | Заречка           | деревня                      | 240       |
| 4 | Кугаево           | село                         | 103       |
| 5 | Новоалександровка | деревня                      | 359       |